# Ifrane (stad)
Ifrane (van het Berbers ifran, wat grotten betekent) is een Marokkaanse stad. Ifrane ligt tussen Azrou en Fez, in de Midden-Atlas. De stad staat bekend als wintersportoord en heeft als bijnaam "Klein Zwitserland". Ifrane is gelegen in de gelijknamige provincie Ifrane in de regio Meknes-Tafilalet. In 2014 telde de stad 73,782 inwoners.
Het moderne Ifrane is begin twintigste eeuw gesticht. De bouwstijl in Ifrane is erg Europees en hierdoor lijkt Ifrane wel op een alpendorp. In de stad heeft koning Mohammed VI van Marokko een paleis waar hij vooral in de zomer komt.
In Ifrane ligt de Al-Akhawayn Universiteit. Dit is een Engelstalige privé-universiteit.

## Wetenswaardigheden
Ifrane is de plaats waar de laagst gemeten temperatuur ooit in Afrika is gemeten. Op 11 februari 1935 werd in Ifrane een temperatuur van -23,9°C gemeten.
In Ifrane staat een groot beeld van een liggende leeuw, ter herinnering aan de leeuwen die hier in vroeger tijden voorkwamen.

## Geboren
- Adil Jelloul (1982), wielrenner